# 大江和美

大江 和美（おおえ かずみ、1976年3月13日 - ）は、日本気象協会東北支局に所属する気象予報士。山形県山形市出身。山形大学卒業。血液型B型。東日本放送専属（2003年3月31日～2010年3月26日）。既婚。夫は気象予報士の樋口康弘(2014年4月から東日本放送専属)。

## 現在の出演番組
- 山形ひるどきラジオ「なにしったのや～？」(NHK山形)気象情報担当

## 過去の出演番組
- スーパーJチャンネルみやぎ
- 突撃!ナマイキTV
- TVイーハトーブ 土曜のてっぺん